# Правила технічної експлуатації залізниць
Правила технічної експлуатації залізниць (ПТЕ) встановлюють основні положення та порядок роботи залізниць і працівників залізничного транспорту, основні розміри, норми утримання найважливіших споруд, пристроїв та рухомого складу і вимоги, що пред'являються до них, систему організації руху поїздів і принципи сигналізації. Правила технічної експлуатації обов'язкові для усіх підрозділів і працівників залізничного транспорту, оскільки їх виконання дозволяє забезпечити злагодженість всіх ланок залізничного транспорту, чітку та безперебійну роботу залізниць і безпеку руху.
Правила технічної експлуатації — єдиний закон для залізниць.

## Історія
Вперше правила технічної експлуатації залізниць, відкритих для загального користування, були введені постановою міністра шляхів сполучення Росії генерал-ад'ютанта К. М. Посьета № 5900 від 27 червня 1883 р подальшому вони переглядалися і затверджувалися знову в лютому 1889 і червні 1891 р 19 березня 1898 року постановою міністра шляхів сполучення Росії № 5343 була прийнята нова редакція ПТЕ. При цьому було підкреслено наступне:
"Утвердив "Правила … «, предлагаю: На основании статьи 166 Общего Устава Российских железных дорог и пункта 20 приложения к статье 180 того же Устава всем казенным и частным паровозным железным дорогам общего пользования принять таковые Правила к руководству и исполнению через шесть месяцев со дня опубликования взамен соответствующих Правил 1883 и 1891 годов».
В постанові міністра було також сказано, що ці Правила вводятся взамен соответствующих положений. При этом уточнено, что «Положение о сигналах», введенное постановлением министра путей сообщения № 42 от 31 января 1873 г., остается в силе (это Положение стало основой Инструкции по сигнализации на железных дорогах).